# 무성 성문 반찰음
무성 성문 반찰음(無聲聲門半擦音)은 자음의 하나로 성문에서 조음되는 마찰음이다. 조음 방법은 유성 성문 반찰음 /ɦ/와 같으나 소리를 더 강하게 내면 된다.

## 발음의 예
- 한국어: 뒤에 /i, j, u, w, ɯ/가 오지 않는 첫음절 첫소리의  'ㅎ'에서 이 발음이 난다.
- 일본어: は, へ, ほ의 첫소리에서 이 소리가 난다.
- 영어: hit의 h에서 이 소리가 난다. 이중음자(ch, th, gh 등)의 h와 묵음일 때는 제외한다.
- 누에르어: ɣ에서 이 소리가 난다.
- 아랍어: ه에서 이 소리가 난다.
- 베르베르어파: 라틴문자 표기의 h, 티피나그 문자 표기의 ⵀ에서 이 소리가 난다.
- 덴마크어, 페로어, 하와이어, 오로모어, 몽어, 말레이어, 나바호어, 타갈로그어, 하우사어, 아파르어, 노르웨이어: h에서 이 소리가 난다.
- 아일랜드어: 모든 h와 sh, 장모음이나 이중모음 뒤가 아닌 th에서 이 소리가 난다.
- 크메르어: ហ의 첫소리에서 이 소리가 난다.
- 라오어: ຫ, ຮ의 첫소리에서 이 소리가 난다.
- 태국어: ห, ฮ의 첫소리에서 이 소리가 난다.
- 눠쑤어: 라틴 문자 표기의 hx에서 이 소리가 난다.
- 간어의 창두 방언, 광둥어, 차오저우어, 취안장어, 하카어, 푸셴어: 병음 h에서 이 소리가 난다.
- 유카텍 마야어, 와유어: j에서 이 소리가 난다.

## 같이 보기
- 유성 성문 반찰음